# 노수만
노수만(한국 한자: 魯秀晩, 1975년 12월 22일 ~ )은 대한민국의 전 축구 선수이며, 포지션은 골키퍼였다.